# Phan Tiến
Phan Tiến là một xã thuộc huyện Bắc Bình, tỉnh Bình Thuận, Việt Nam.
Xã Phan Tiến có diện tích 77,64 km², dân số năm 1999 là 872 người, mật độ dân số đạt 11 người/km².